# Tare (défaut)
Pour les articles homonymes, voir Tare.
Une tare est une défectuosité physique ou psychique, généralement héréditaire (voir théorie de la dégénérescence), chez l'être humain ou l'animal. Chez l'homme, ce terme est connoté très négativement et d'usage désuet. Il est lié à la théorie de la dégénérescence en cours au XIXe siècle.